# Пиллай, Ариранга
Ариранга Говиндасами Пиллай (там. அரி ரங்க கோவிந்தசாமி பிள்ளை, англ. Ariranga Govindasamy Pillay, род. 14 июня 1945) — исполняющий обязанности президента Маврикия с 18 февраля 2002 года по 25 февраля 2002 года.

## Биография
Родился в семье тамилов. В 1972 году был принят в коллегию адвокатов Линкольнс-инна, стал Председателем судебной и правовой комиссии Маврикия. В ноябре 2001 года был избран почетным старейшиной Линкольнс-инна. Был главным адвокатом Короны, помощником генерального прокурора и парламентского юрисконсульта в офисе Генерального прокурора и Министерства юстиции. 
Работал судьёй, с 1987 по 1996 год занимал пост старшего судьи Верховного суда Маврикия. До 2007 года был председателем Верховного суда Маврикия. 
В 1999-2004 годах был судьёй Апелляционного суда Сейшельских островов. 
В отличие от двух предшественников, ушедших в отставку из-за нежелания подписывать дискриминационный антитеррористический закон, подписал его уже 19 февраля, на следующий день после вступления в должность. 
С 2005 по 2012 год работал членом трибунала Южно-Африканского сообщества развития, с 2008 возглавлял трибунал. Роспуск трибунала в 2012 году связывал с независимой позицией трибунала при вынесении решений. 
В настоящее время является членом Комитета ООН по экономическим, социальным и культурным правам, а также советником Совета управляющих Африканского центра за демократию и исследование вопросов прав человека.